# El azogue
El azogue es el séptimo álbum de estudio de la banda de rock española Marea.
Fue grabado en riguroso directo por Jesús Martín “Txutxín” durante los días 20, 21 y 22 de junio de 2018 en los estudios "Sonido R5", propiedad que la banda tiene en Orikaín (Navarra) y producido una vez más por David "Kolibrí" Díaz, guitarrista de la propia banda, con la ayuda de Jaime Sanz "Mapatxe". Posteriormente se mezcló y masterizó durante los meses de enero y febrero de 2019.
Finalmente, el álbum se puso a la venta el 12 de abril de 2019.

## Lista de canciones
1. «En las encías» - 4:31
2. «Un hierro sin domar» - 3:51
3. «Muchas lanzas» - 5:08
4. «Jindama» - 4:48
5. «La noche de Viernes Santo» - 5:05
6. «Ocho mares» - 4:48
7. «Copla del precipicio» - 4:49
8. «El temblor» - 4:02
9. «Pájaros viejos» - 5:00
10. «Pecadores» - 3:36

### Sencillos
- En las encías (publicado el 5 de marzo de 2019)[2]
- El temblor (publicado el 8 de abril de 2019)[3]

## Personal
- Kutxi Romero - Voz
- David "Kolibrí" Díaz - Guitarra solista y producción
- Eduardo Beaumont "El Piñas" - Bajo
- César Ramallo - Guitarra
- Alén Ayerdi - Batería
- Arantza Mendoza - Coros
- Fredi Peláez - Órgano Hammond
- Fernando Lezaun - Portada
- Iosu Berriobeña - Diseño e ilustraciones